# ミスタードン
ミスタードンは、エビスフィッシングから発売されたルアー・フライ用の釣り竿である。

## 略歴
- 1983年、SH56、FS66、VD76、TC7S、TC7、STC7、SM66、MF56、MF78を発売。
- 1984年、SH602、FS662、FL76、VD70H、STC5、SWM902、SWM902P、SWM112、SWM112P、SWM132、SWM132P、SWM103、SWM123、SWM143を発売。
- 1985年、SH58、VD62、SM541、STC641、STC6、FA703、FA704、FA764、FA765、FA805を発売。
- 1986年、SH54B、SH562B、FS602B、VD56B、VD622、PC704F、PC806F、PC48S、PS50B、SH66、FS60、VD56、VD72EH、FL76S、SM601、SM611、FA806、FA866を発売。STC641、SWM132、SWM132P、SWM143が廃盤。
- 1987年、SH702、SM602、FA622、SWM102を発売。FS66、FS662、VD70H、VD76、TC7、TC7S、MF56、MF78、SWM103が廃盤。
- 1988年、ワークスシリーズ(MW56、MW58、MW62、MW66、MW70、MWS56、MWS60、MWS61)、ソルトウォーターシリーズ(SW9002、SW1002SW、SW1102、SW1203、SW1303、SW1403、SWT12、SWT13、SWT14)、STC8、STC9を発売。SH54B、SH562B、FS602B、VD56B、SH66、SH702、FL76、FL76S、SM541、SM601、SM611が廃盤。
- 1989年、アドミレーションシリーズ発売。SH56、SH58、SH602、FS60、VD56、VD62、VD622、VD72EH、SM602、SM66が廃盤。

## シリーズ

### バス・雷魚用
初期シリーズ
発売から数年の間のモデルはバスプロの田辺哲男が開発に参加している。
スタンプヒッター(SH)
ファーストテーパーのロッドでラバージグ、ワーム、スピナーベイト、クランクベイトなどの用途に適したモデルがラインナップされている。
フローティングセンス(FS)
スローテーパーのロッドでトップウォーターやミノーに適したモデルがラインナップされている。
ベジテーションディグ(VD)
パワーのあるスローテーパーのロッドで、スピナーベイト、カバー周りでのラバージグ、ワーム、フロッグに適したモデルがラインナップされている。
フリッピング(FL(S))
フリッピング用のロッド。フリッピングロッドらしくテレスコピック(振り出し)を採用している。
スタンプマスター(SM)
ファーストテーパーのライトリグ用ロッド。
ブランクスルーボロン
ボロンをコンポジットしたシリーズ。型番末尾にBが付く。コルク製のリールシートを採用しており、自分の手に合った形に削ることができる。
パックロッド(PC)
5ピースのパックロッド。継ぎ目はスピゴットフェルール(印籠継ぎ)を採用している。ベイトモデルはブランクスルーボロンと同じくコルク製のリールシートを採用している。

ワークス(MW(S))
1988年に発売したトーナメント向けに開発されたシリーズでハイトルク・スローテーパード・システム(H・S・S)が特徴。当時、エビスフィッシングと契約していた今江克隆が使用していた。
アドミレーションシリーズ
初期モデルの後継シリーズで、ブランクスはより高弾性の素材に変更した。シリーズ名は初期のものをそのまま受け継いだが、モデル表記の桁数を4桁に変更した。また、グリップも変更している。

### トラウト用
トラウターズチョイス(TC(S))
トラウト向けのルアーロッド。ベイトロッドにはトラウターズチョイススーパー(末尾にSが付く)もラインナップされていた。

### ソルト用
ソルトウォーター・マニアック(SWM)
ミスタードンでは初のソルトロッドで1984年に発売。末尾のPはベイトモデルを表す。
ソルトウォーター(SW)
1998年に発売したソルトウォーター・マニアックの後継シリーズ。末尾にTが付くものはテレスコピック(振り出し)モデル。グリップはEVAでセパレートグリップを採用している。

### フライロッド
マニアック・フライ(MF)
当時としては珍しかった3ピースロッドで持ち運びを考慮している。
フィールド・アドバンス(FA)
1985年に発売した2ピースのフライロッド。1987年にマニアック・フライが廃盤になったため事実上の後継機種となった。
パックロッド(PC)
ルアー用と同じく5ピースのパックロッド。ルアーと同じく継ぎ目はスピゴットフェルール(印籠継ぎ)を採用している。

### ショップオリジナル
釣り具屋の天狗がミスタードンブランドでオリジナルの雷魚ロッド、暴蓮棒68を発売している。

## 年代別の特徴
リールシートのロゴ
1985年よりエビスフィッシングのロゴが変更したため、リールシート上のエビスフィッシングロゴも1985年モデルより変更した。
グリップ形状
1985年まではベイトモデルはオフセットグリップのピストル型もしくは傾斜の付いたストレートグリップを採用してきたが1986年に発売された新機種よりオフセットの傾斜なしのストレートハンドルが、1987年以降の新機種はTPSシートが採用されるようになった。
また、FL76は1985年モデルまではスピニングに使われていたリールシートを使っていたが、1986年モデルよりTPSシートに変更になった。
TC7は1984年モデルまではピストル型のハンドルだったが、1985年モデルより傾斜の付いたストレートハンドルに変更になった。